# Der Besenbinder von Rychiswyl

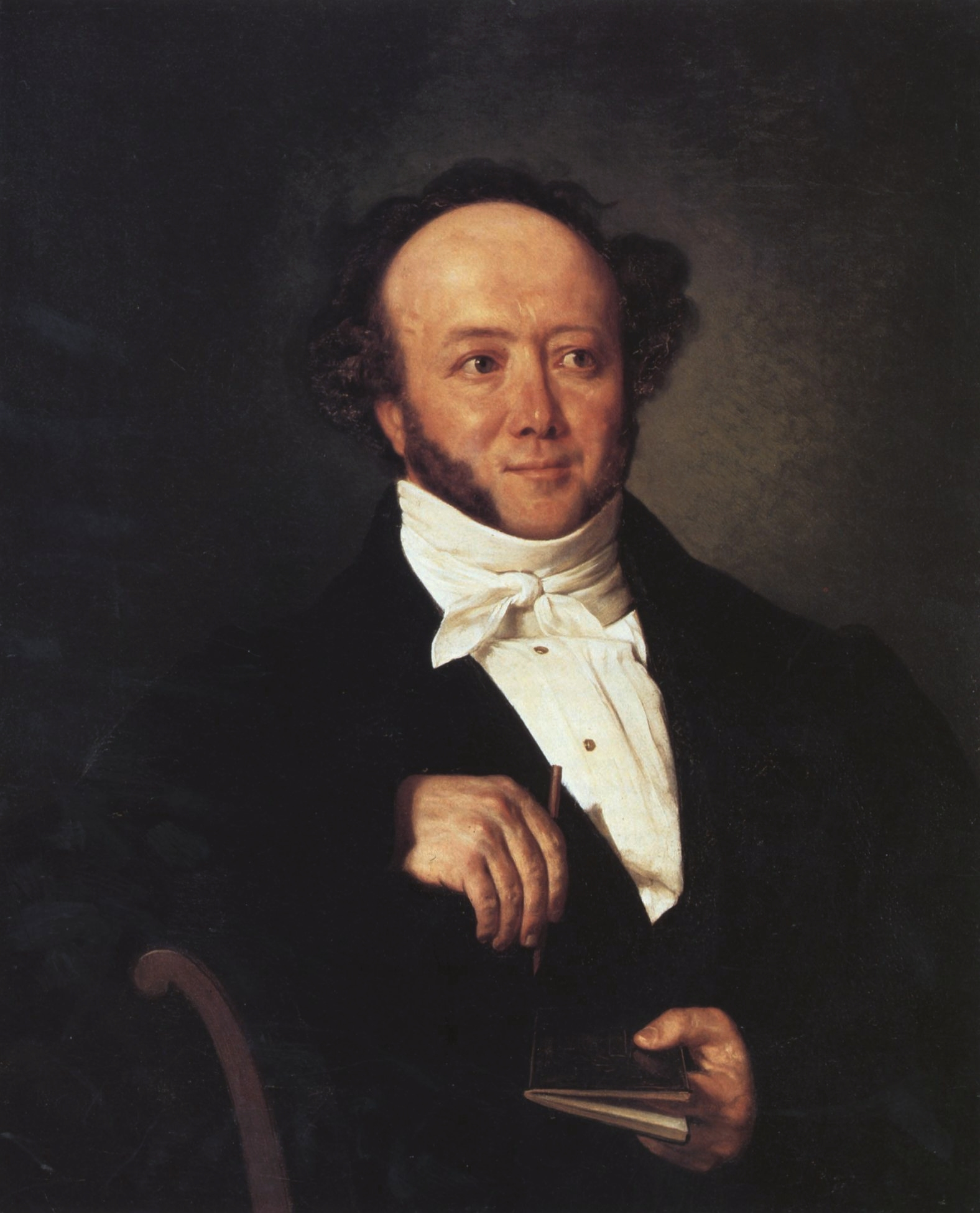
Jeremias Gotthelf um 1844

Der Besenbinder von Rychiswyl ist eine 1851 geschriebene Erzählung von Jeremias Gotthelf.
Erzählt wird das Leben des Besenbinders Hansli – eines Hausierers aus Rychiswyl, „dem Geld Glück brachte“.

## Inhalt
Bevor Hansli das Besenmannli wurde, war er zuvor Besenbub. Der Vater, ein alter Soldat, war früh gestorben und die Mutter kränkelte. Der Junge war mit der Mutter bei einem Bauern nahe der Stadt Bern untergekommen. Der Bauer, Hanslis Gönner und Förderer, brachte den Jungen auf die rechte Bahn. Zunächst wurde ein Kundenkreis für Besenwaren bei den mäkeligen Berner und Thuner Hausfrauen etabliert, und später konnte sich der Hausierer Hansli von dem Gewinn sogar einen Karren zum komfortablen Transport seiner Reisigprodukte leisten. Unterwegs macht er die Bekanntschaft eines Meitschi – Tochter eines Schusters, „exakt wie eine Uhr, nicht hoffärtig, nicht vertunlich, demütig, arbeitsam, genügsam“. Es erweist sich, das Meitschi kann den Karren ziehen, bald besser als „ein mittelmäßig Kuhli“. Das Mädchen ist demzufolge genau die richtige Frau für Hansli. Zwar ist die Mutter verdutzt, als das Hansli mit dem Ehewunsch herausrückt, doch lässt sie dem Mädchen durch den Sohn eine Einladung zu einem Sonntagsbesuch überbringen. Die sonntägliche Beaugenscheinigung fällt positiv aus: „Eine Schöne hast nicht“, sagt die Mutter „vor dem Meitschi zu Hansli“. Die Braut wird aber ein „ganz neues“ Sonntagshemd mit in die Ehe bringen. Die Sympathien beruhen auf Gegenseitigkeit. Dem Fraueli gefällt es in der sauberen Wohnung der künftigen Schwiegermutter besser als daheim in „ihrem Schuhmacherloch“.
In der Ehe dann bringt die Frau fast jedes Jahr ein Kind zur Welt. Der wachsenden Familie geht es immer besser, auch dank einer pädagogischen Eigenschaft der jungen Mutter: Die Heranwachsenden arbeiten – je nach ihrem aktuellen Vermögen – mit.
Dann erbt das Besenmannli obendrein noch „fünfzigtausend Taler“. Hansli hängt den Beruf an den Nagel. Das Paar erwirbt von dem Gelde einen schönen Bauernhof, bleibt aber in jeder Hinsicht nicht verschwenderisch. Die Kinder heiraten, zeugen Nachkommen, und alle in der Großfamilie ehren das greise Elternpaar.

## Zitat
„Glücklich möchten alle Menschen werden.“

## Stil
Zwar behindert die Emmentaler Mundart Gotthelfs die Lesbarkeit der Lektüre ein ganz klein wenig, aber während der angenehm ruhigen, liebevollen Beschreibung der einfachen Menschen weiß der Leser trotzdem immer, worum es geht. Den erzählerischen Höhepunkt seiner humorigen Geschichte erreicht der Autor, als Hansli der Mutter begreiflich macht, dass er auf jeden Fall eine Frau braucht und dass er „ein Meitschi“ in petto hat, „gerade wie für ihn gemacht“. Die Personen sprechen frei von der Leber weg; leiten ihre Äußerung gewöhnlich ungezwungen mit der Interjektion „he!“ ein.

## Rezeption
- Die Erzählung sei „von einer überraschenden Frische“. In ihr stelle Gotthelf den „anspruchslosen, innerlich reichen Menschen ins Licht“.[3]
- Der Text sei eine „ans Märchenhafte grenzende Idyllnovelle“.[4]